# Rage (гурт)
Rage (укр. гнів, лють) — рок-гурт з Німеччини, заснований у 1980-ті роки.

## Історія
Гурт був заснований в 1983 році за назвою Avenger, за якою гурт випустив свої перші два альбоми. Музиканти невдовзі змушені були змінити назву, виявивши, що вона збігається з назвою іншого гурту. Засновниками гурту є Пітер Вагнер (вокал, бас), Йохен Шрьодер (гітара), Міхаель Йорг (ударні) і Томас Грунінг (гітара), якого невдовзі змінив Руді Граф (екс-Warlock). Гурт грав спід-метал і павер-метал зі значною часткою треш-металу.
У 1988 гурт залишили Граф і Міхаель, розчаровані невдалим турне по США. З виходом альбому «Perfect Man» гурт почав набирати популярність, гастролюючи з Saxon, Running Wild, U.D.O., Motörhead. У 1990-х гурт вкотре змінив склад і музичний стиль, експериментуючи з треш-металом. У цей час до складу гурту входили: Вагнер, гітаристи Спірос Ефтіміадіс і Свен Фішер, ударник Кріс Ефтіміадіс.
У 1999 гурт повністю розпався після поступового звільнення майже всіх музикантів (крім Піві Вагнера). Той, проте, не став згортати проєкт і продовжив його з новими складом, куди ввійшли відомий білоруський гітарист Віктор Смольський і ударник Майк Террана. У 2007 році Террану змінив Андре Хільгерс. Гурт продовжив експерименти, змішуючи хеві-метал, павер-метал і часом треш-метал. Одним з найуспішніших творів став концептуальний альбом 2003 року «SoundChaser», у якому розповідається містична історія на кшталт книжок Говарда Лавкрафта. Останніми роками гурт часто виступав у Росії разом із гуртом «Кіпелов», де паралельно працював Смольский. Альбом 2008 року «Carved in Stone» став поверненням до музики Rage досмольського періоду — зі значними трешевими вставками і гостро соціальною тематикою.

## Склад
- Пітер «Піві» Вагнер — вокал, бас-гітара

### Колишні учасники
- Майк Террана — з 1999 по 2007 роки
- Спірос Ефтіміадіс — з 1994 по 1999 роки
- Кріс Ефтіміадіс — з 1988 по 1999 роки
- Свен Фішер — з 1994 по 1999 роки
- Манні Шмідт — з 1988 по 1994 роки
- Віктор Смольський — з 1999 по 2015 роки
- Андре Хільгерс — з 2007 по 2015 роки

## Дискографія
- Prayers of Steel (1985, як Avenger)
- Depraved To Black EP (1985, як Avenger)
- Reign of Fear (1986)
- Execution Guaranteed (1987)
- Perfect Man (1988)
- Secrets in a Weird World (1989)
- Reflections of a Shadow (1990)
- Trapped! (1992)
- The Missing Link (1993)
- Lingua Mortis (1996)
- Black in Mind (1995)
- End of all Days (1996)
- XIII (1998)
- Ghosts (1999)
- Welcome to the Other Side (2001)
- Unity (2002)
- Soundchaser (2003)
- Speak of the Dead (2006)
- Carved in stone (2008)
- Resurrection day (2021)

### Збірники, концертні альбоми
- Extended Power (1991)
- Beyond the Wall (1992)
- Refuge (1993)
- Power of Metal — RAGE live (1994)
- Ten Years in Rage (1994)
- The Best from the Noise Years (1998)
- Higher Than the Sky (1996)
- Live from the Vault (1997)
- In Vain I—III (1998)
- In Vain — Rage In Acoustic (1998)
- Best of — All G.U.N. Years (2001)
- RAGE — Metal Meets Classic Live DVD (З додатковими композиціями альбому G.U.N., 2001)
- the Lingua Mortis — Trilogy (Classic Collection, 2002)
- The Dark Side (2002)
- From the Cradle to the Stage (2004)
- Full Moon in St. Petersburg (2007)